# Victoria Carreras
Victoria Carreras (nacida el 24 de abril de 1966 en Buenos Aires, Argentina) es una actriz y productora argentina. Es hija del director de cine Enrique Carreras y de la primera actriz Mercedes Carreras.

## Trabajos

### Cine
- Los chicos crecen (1976) - Público en kermese
- Así es la vida (1977) - Tota (niña)
- Sucedió en el fantástico Circo Tihany (1981) - Victoria
- Sálvese quien pueda (1984) - Angelica
- El profesor punk (1988) - Adriana
- Delito de corrupción (1991) - Cristina
- Después del mar (2003) -
- Cuando ella saltó (2007) - Diana Triada
- Luisa (2008) - Hilda
- Franzie (2009) - Marta
- Eva & Lola (2010) - Alma
- La plegaria del vidente (2011) - Patricia Carrasco
- El sexo de las madres (2012) - Ana
- Puerta de Hierro, el exilio de Perón (2012) - María Estela Martínez de Perón
- Luciferina (2018) - Madre superiora
- Hacer la vida (2019)
- Margen de error (2019) - Bretina
- Ojos de arena (2020)

### Televisión
- El circo de los chicos (Canal 13, 1984) -
- Tu mundo y el mío (Telefe, 1987) -
- Rebelde (Canal 9, 1989) - Brenda
- Las comedias de Darío Vittori (Canal 13), 1989 - Laurita
- Una voz en el teléfono (Canal 9, 1990) - Daniela
- Los Libonatti (Canal 9, 1991) - Vicky
- Princesa (Canal 9, 1992) - Laura
- Vivo con un fantasma (El Trece, 1993) -
- Inconquistable corazón (Telefe, 1994) - Valeria
- Los ángeles no lloran (Canal 9, 1996) - Rosa
- Gasoleros (Canal 13, 1998)
- Provócame (Telefe, 2001) - Marina
- La ley del amor Telefé, 2006 - Ángela Rivera
- El paraíso (TV Pública Digital, 2011) - Vera
- Historia clínica(Telefe, 2013) - Narradora
- Los vecinos en guerra(Telefe, 2013) - Laura Pereyra
- Esa mujer (TV Pública Digital, 2013) - Samantha Morales
- Matungo (2016)
- En viaje (360TV, 2017) - Olga

## Galardones
| Año  | Premios                 | Categoría                                                 | Programa           | Resultado |
| ---- | ----------------------- | --------------------------------------------------------- | ------------------ | --------- |
| 2013 | Premios Estrella de Mar | Mejor actuación protagónica femenina en comedia dramática | Yo elegí ser Evita | Ganadora  |

## Productora
- 18-j (2004 - Documental / Productora)
- Después del mar (2005 - Película / Productora y guionista)